# Craugastor hobartsmithi
Espèce
Synonymes
- Eleutherodactylus hobartsmithi Taylor, 1937

Statut de conservation UICN

 LC  : Préoccupation mineure
Craugastor hobartsmithi est une espèce d'amphibiens de la famille des Craugastoridae.

## Répartition
Cette espèce est endémique du Mexique. Elle se rencontre dans les États du Nayarit, du Jalisco, du Michoacan et de Mexico.

## Étymologie
Cette espèce est nommée en l'honneur de Hobart Muir Smith.

## Publication originale
- Taylor, 1937 : New species of Amphibia from Mexico. Transactions of the Kansas. Academy of Science, vol. 39, p. 349-363.